# Yang Yidi
Yang Yidi (chinesisch 杨一迪 Yáng Yīdí; * 21. Dezember 1999) ist eine chinesische Tennisspielerin.

## Karriere
Gao begann mit sechs Jahren mit dem Tennissport und bevorzugt Hartplätze. Sie spielt hauptsächlich auf der ITF Women’s World Tennis Tour, auf der sie bisher drei Turniersieg im Einzel und drei im Doppel errang.
2019 erhielt sie im September eine Wildcard für die Qualifikation zu den Jiangxi Open, ihrem ersten Turnier auf der WTA Tour. Mit einem 6:4 und 6:4 Sieg über Ma Shuyue erreichte sie die zweite Qualifikationsrunde, wo sie dann aber gegen Peangtarn Plipuech mit 2:6, 6:1 und 2:6 verlor. Im Oktober trat sie bei der Qualifikation für das Hauptfeld im Dameneinzel er Tianjin Open an, wo sie mit einem 6:4, 4:6 und 6:3 Sieg über Emily Webley-Smith in die zweite Runde ein, wo sie gegen Wang Xiyu mit 2:6 und 0:6 verlor.
2023 erhielt sie abermals eine Wildcard für die Qualifikation zum Hauptfeld im Dameneinzel der Ningbo Open, wo sie in der ersten Runde gegen Jil Teichmann mit 2:6 und 1:6 verlor. Durch den Rückzug eines Doppelteams rutschte sie mit ihrer Partnerin Dang Yiming erstmals ins Hauptfeld eines Doppelwettbewerbs eines WTA-Turniers. Die beiden verloren gegen Natela Dsalamidse und Quinn Gleason mit 4:6 und 1:6.

## Turniersiege

### Einzel
| Nr. | Datum          | Turnier | Kategorie | Belag     | Finalgegnerin      | Ergebnis |
| --- | -------------- | ------- | --------- | --------- | ------------------ | -------- |
| 1.  | 30. Juni 2024  | Tianjin | ITF W15   | Sand      | Elina Nepli        | 6:1, 6:4 |
| 2.  | 20. April 2025 | Wuning  | ITF W15   | Hartplatz | Viktória Morvayová | 6:4, 6:4 |
| 3.  | 27. April 2025 | Wuning  | ITF W15   | Hartplatz | Jeong Bo-young     | 6:3, 6:3 |

### Doppel
| Nr. | Datum           | Turnier   | Kategorie | Belag             | Partnerin   | Finalgegnerinnen                 | Ergebnis          |
| --- | --------------- | --------- | --------- | ----------------- | ----------- | -------------------------------- | ----------------- |
| 1.  | 4. Februar 2023 | Monastir  | ITF W15   | Hartplatz         | Lee Ya-hsin | Nadine Keller Tsao Chia-yi       | 2:6, 6:3, [15:13] |
| 2.  | 8. Juli 2023    | Tianjin   | ITF W15   | Hartplatz         | Wang Jiaqi  | Liu Yanni Yao Xinxin             | 7:5, 6:4          |
| 3.  | 17. Mai 2025    | Ma’anshan | ITF W15   | Hartplatz (Halle) | Wu Ho-ching | Aitiyaguli Aixirefu Zhu Chenting | 5:7, 6:4, [10:7]  |